# Формула-3000
Формула-3000 — это класс автомобилей с открытыми колёсами, существовавший в 1985—2009 годах. В иерархии FIA серия занимала место между Формулой-1 и Формулой-3.
Своё название категория получила за рабочий объём двигателя, составлявший 3000 см3 .
Наиболее известные серии, существовавшие по данному регламенту или использовавшие его технику:
- Международная Формула-3000 (ныне Формула-2)
- Британская Формула-3000
- Евросерия 3000 (ныне Auto GP)
- Американская Гоночная Серия (ныне Indy Lights)
- Японская Формула-3000 (ныне Супер-Формула)
- Формула-Холден